# Jaar zonder zomer

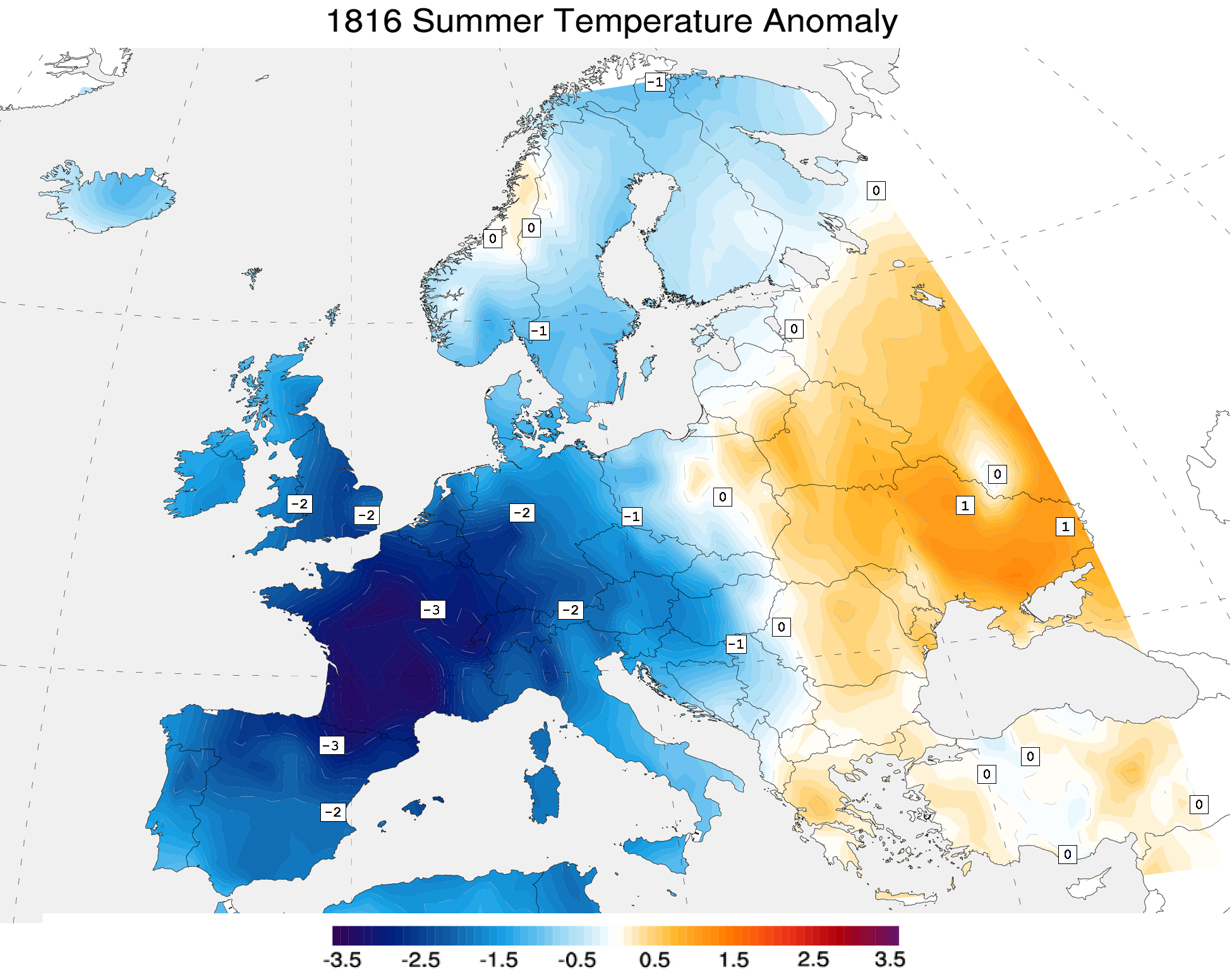
Vergelijking van de temperaturen in Europa in de zomer van 1816 met die in de periode 1971-2000 (blauw = lager dan het gemiddelde in 1971-2000; rood = hoger).

Het jaar zonder zomer is een bijnaam voor het jaar 1816. In Noord-Europa en het noordoosten van de Verenigde Staten waren de zomermaanden van dat jaar ongebruikelijk koud. In juni en juli kende het noordoosten van de VS ieder etmaal nachtvorst. Zowel in Europa als in de VS kwam die zomer hevige sneeuwval voor. Vanaf augustus zette in Europa de nachtvorst in, met massale misoogsten als gevolg.

## Oorzaken

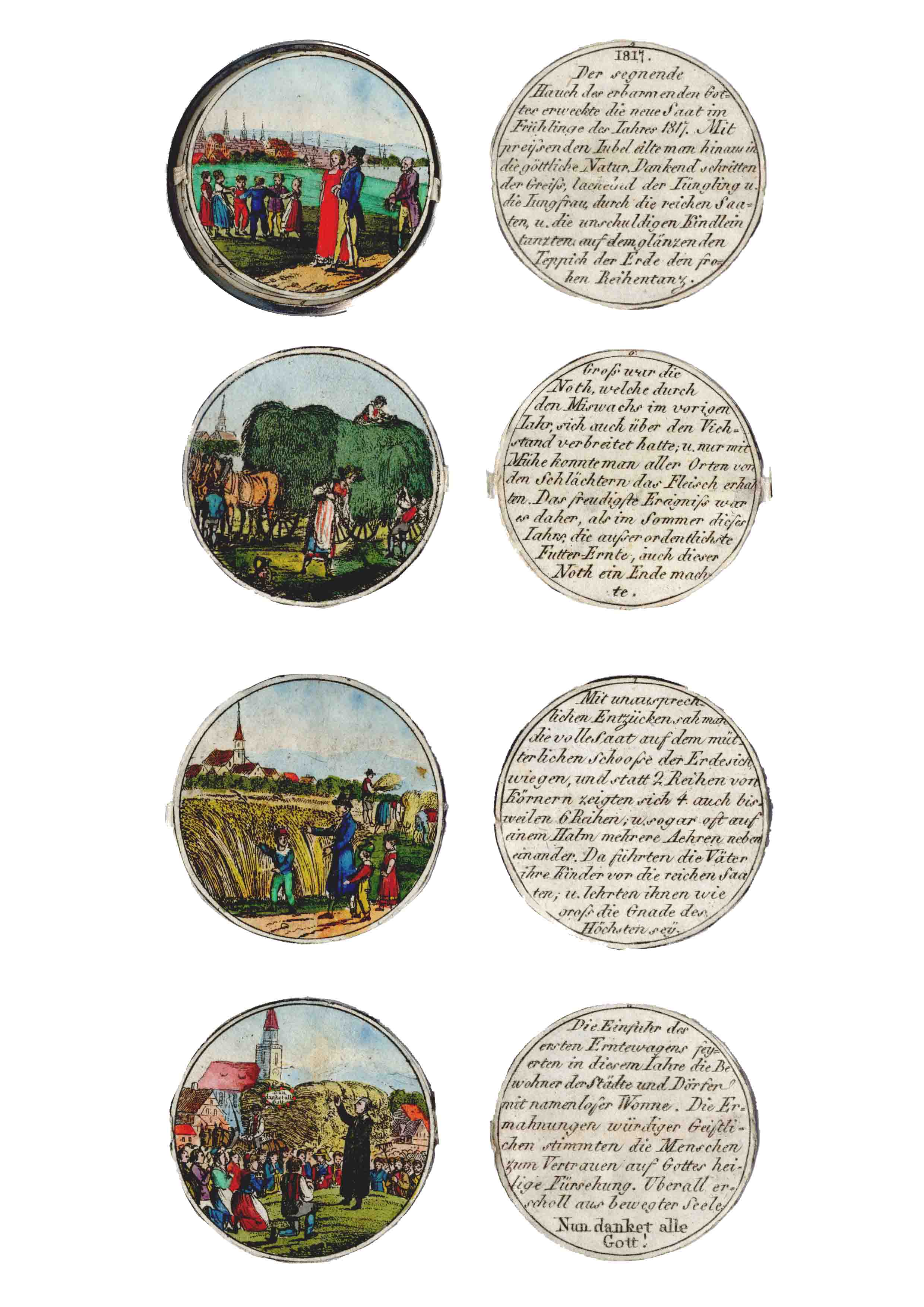
Tekeningen in medailles die de hongersnood van 1816 en 1817 in herinnering brengen, de medaille is gemaakt door Johann Thomas Stettner (1785-1872), de tekeningen door Georg Adam (1784-1823)

De oorzaak van het jaar zonder zomer was lang onbekend, hoewel hypothesen direct de kop opstaken. De Leydse Courant schreef al op 22 juli 1816: "Men schrijft de geheel ongewoone weergesteldheid, waarmede een groot gedeelte van Europa thans geplaagd is, aan een of anderen buitengewonen natuurschok, misschien aan eene groote aardbeeving, of het uitbarsten van eenen vuurberg op eenig punt des Aardrijks toe, en vreest deswegens weldra treurige berigten te vernemen." De klimatoloog William Humphreys was een eeuw later nog niet veel verder toen hij in 1920 stelde dat de koude zomer kon zijn veroorzaakt door een vulkaanuitbarsting (een vulkanische winter). Eind 1815 en begin 1816 was in Hongarije en Italië rode en bruine sneeuw gevallen (sneeuw met vulkanische as). In de Verenigde Staten was een 'droge nevel' waargenomen, die niet oploste door regen of wind en de zon zo verduisterde dat de lucht rood kleurde en zonnevlekken met het blote oog zichtbaar werden.
Tegenwoordig wordt de uitbarsting van de vulkaan Tambora op het eiland Soembawa op 10 april 1815 als oorzaak gezien. Het is de grootste vulkaanuitbarsting in de recente wereldgeschiedenis. Tot 2500 kilometer verder hoorden mensen hoe de bovenste helft van de vulkaan weggeblazen werd. Daarbij viel het jaar 1816 in een periode van relatief lage zonneactiviteit; het Dalton-minimum.

## Verloop
Tijdens het jaar zonder zomer bereikten de temperaturen weliswaar normale of zelfs bovennormale zomerse waarden, maar kwam het regelmatig voor dat het weer plots omsloeg en de temperatuur tot winterse waarden daalde, vergezeld van hevige regen- en onweersbuien, sneeuw, ijs en/of vorst. In mei 1816 teisterde ongewoon aanhoudende (nacht)vorst delen van de Verenigde Staten, waardoor de pas ingezaaide gewassen kapotvroren. Begin juni nam een koufront bezit van het noordoosten van Noord-Amerika en veroorzaakte daar zomersneeuw en -vorst. In Albany en Dennysville sneeuwde het op 6 juni, terwijl in Quebec 30 cm sneeuw lag. In juli en augustus bevroren de meren en rivieren. De mislukte oogst zorgde voor voedselschaarste en een stijging van de prijzen. Plaatsen waar de oogst wel lukte, waren wegens gebrekkig transport niet altijd bereikbaar.
In Europa, dat al te lijden had gehad van de napoleontische oorlogen, was het weer niet zo extreem als in de Verenigde Staten, maar was de zomer ongewoon koud en nat, met zware regen- en onweersbuien. In Zwitserland kwam in de zomer vanaf 800 m hoogte sneeuwval voor, die een paar keer de diepere dalen bereikte. Ook hier mislukte de oogst, met als gevolg hongersnoden, wanorde en het uitroepen van de noodtoestand. In Wales trokken families van dorp naar dorp, smekend om eten. Ierland werd door de regenval en het voedselgebrek geteisterd door een tyfusepidemie. In Duitsland, Zwitserland en Oostenrijk, wellicht het hardst getroffen in Europa, deden zich hongeroproeren en plunderingen voor. Vanaf augustus dat jaar trad in het grootste deel van Europa al nachtvorst in.
In India en China veroorzaakte de klimaatverstoring een extreme zomermoesson die in de Jangtsekiang en Ganges overstromingen teweegbracht. In China (niet slechts het noorden) mislukte de oogst en kwamen grote hoeveelheden vee om van de kou. Tot in de Zuid-Chinese provincies Jiangxi, Anhui en Taiwan werden sneeuw en vorst gerapporteerd.
De zomer werd gevolgd door een extreem koude winter. In New York daalde de temperatuur begin 1817 tot min 32 graden Celsius, waardoor rivieren en zeearmen dichtvroren.
De koude winter werd opnieuw gevolgd door een koele zomer. Dit veroorzaakte bij de Giétrogletsjer in Zwitserland een ijsdam, die het jaar erop, in de zomer van 1818, catastrofaal doorbrak.

## Gevolgen
- In Europa ontstond na de misoogst van 1816 een voedseltekort. In Europese steden ontstonden relletjes en plunderingen. In juni 1817 lag de gemiddelde prijs voor de meest geconsumeerde voedingswaren ongeveer op 2½ keer het niveau van 1815.
- De hongersnood en overstromingen veroorzaakten tyfus- en cholera-epidemieën, in de hand gewerkt door verzwakte weerstand, onhygiënische omstandigheden en het rondtrekken op zoek naar voedsel.
- Men schat dat in Europa 200.000 personen aan de directe of indirecte gevolgen omkwamen.
- Veel Europeanen besloten naar de Verenigde Staten te emigreren.
- In de Verenigde Staten hadden de weersomstandigheden een trek naar het westen tot gevolg.
- Men kwam tot het besef dat een betere organisatie vereist was om dit soort rampen het hoofd te bieden. Het gaf een impuls aan de ontwikkeling van economische principes. Zo ontstonden in Duitsland stichtingen en fondsen waarvan de middelen konden worden aangewend ter bestrijding van de negatieve gevolgen van rampen. De in het kader van de Restauratie in hun macht herstelde vorsten zagen in dat de overheid toch een zekere verantwoordelijkheid had voor haar burgers.
- De ontwikkeling van de fiets, aanvankelijk nog in de vorm van de draisine, kreeg een impuls omdat in 1816 en 1817 zeer veel paarden van de kou en honger waren gestorven. Er is echter twijfel over deze relatie omdat de uitvinder van de loopfiets, Karl von Drais, zelf nooit enig verband heeft gelegd met klimatologische omstandigheden en het sterven van paarden.
- Justus von Liebig maakte de hongersnood als kind mee en ging zich later als volwassene en chemicus toeleggen op planten. Hij leverde een grote bijdrage aan de organische chemie en ontwikkelde kunstmest.
- Mary Shelley, haar toekomstige echtgenoot Percy Bysshe Shelley, John William Polidori en een paar vrienden verbleven in de zomer van 1816 bij Lord Byron in Zwitserland. Omdat ze de hele zomer binnen moesten blijven vanwege het slechte weer begonnen ze duistere en griezelige verhalen te bedenken. Hieruit kwamen de klassiekers Frankenstein (Mary Shelley), The Vampyre (Polidori), en Darkness (Byron) voort.